# Divina Providência (Santa Maria)
Divina Providência é um bairro do distrito da sede, no município gaúcho de Santa Maria, no Brasil. Localiza-se na região norte da cidade.
O bairro Divina Providência possui uma área de 0,8536 km² que equivale a 0,70% do distrito da Sede que é de 121,84 km² e  0,0476% do município de Santa Maria que é de 1791,65 km².

## História
O bairro nasceu em 2006 como desmembramento do bairro Salgado Filho.
Em 2005 quando a prefeitura e a Câmara Municipal de Santa Maria estavam configurando a divisão de bairros do distrito da Sede, o bairro quase chegou a se chamar Ayrton Senna da Silva, entretanto, foi optado Divina Providência por ter identificação com o local, no caso, a Escola Divina Providência.

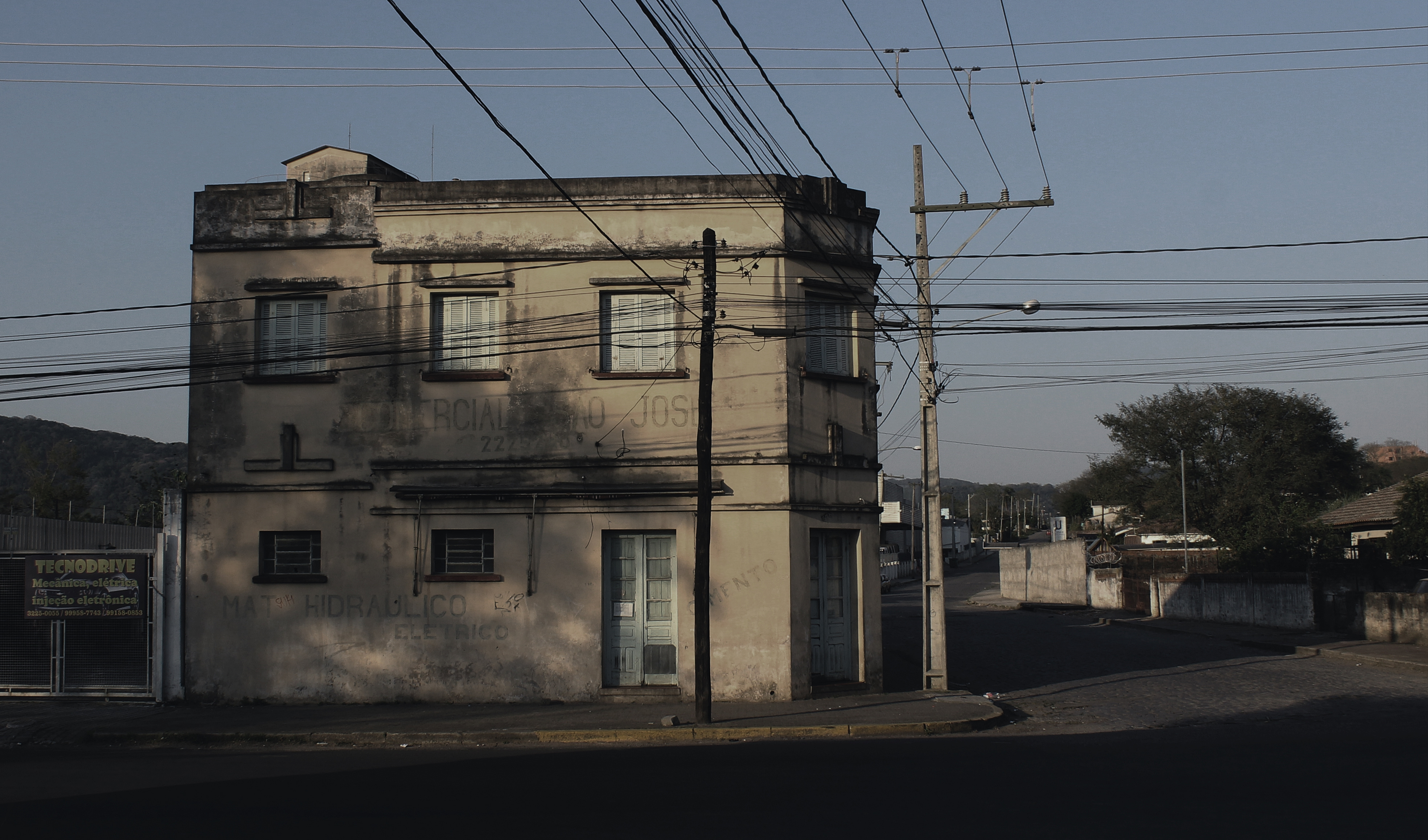
Antigo armazém nos arredores da antiga estação ferroviária Inspetor Goulart.

## Limites
Limita-se com os bairros: Carolina, Caturrita, Nossa Senhora do Rosário, Passo d'Areia, Salgado Filho.
Descrição dos limites do bairro: A delimitação inicia no ponto de projeção do eixo da Rua Coronel Valença, com o eixo da canalização do Arroio Cadena,  segue-se a partir daí pela seguinte delimitação: eixo da canalização do Arroio Cadena, no sentido a montante; eixo da Avenida Borges de Medeiros, no sentido sul; eixo da Rua Aristides Lobo, no sentido oeste; eixo da Rua Coronel Valença no sentido noroeste, até encontrar o eixo do Arroio Cadena, início desta demarcação.

## Unidades residenciais
O bairro Divina Providência, pertencente ao distrito da Sede, é uma unidade de vizinhança que contém as seguintes unidades residenciais:
| # | Unidade residencial   | Localização                       | Limites | Obs.       |
| - | --------------------- | --------------------------------- | --- | ---------- |
| 1 | Divina Providência    |                                   | Toda a área do perímetro do bairro Divina Providência sem denominação específica.                                                                |            |
| 2 | Vila Brenner          | 29° 40' 35.62" S 53° 49' 43.63" O | A unidade residencial urbana com as seguintes confrontações: com a canalização do Arroio Cadena, ao norte; Avenida Borges de Medeiros, ao leste. | [ Obs. 1 ] |
| 3 | Vila Km 2             | 29° 40' 52.37" S 53° 49' 39.20" O | A unidade residencial localizada na área da RFFSA, ao oeste da Avenida Borges de Medeiros.                                                       | [ Obs. 2 ] |
| 4 | Vila São João Batista | 29° 42' 00.53" S 53° 50' 45.64" O | A unidade residencial localizada entre a Vila Brenner e Vila KM 2, ao oeste, Avenida Borges de Medeiros.                                         | [ Obs. 3 ] |

1. ↑  O acesso principal se dá pela Avenida Borges de Medeiros.
2. ↑  O acesso principal se dá pela Avenida Borges de Medeiros.
3. ↑  O acesso principal se dá pela Avenida Borges de Medeiros.

## Demografia

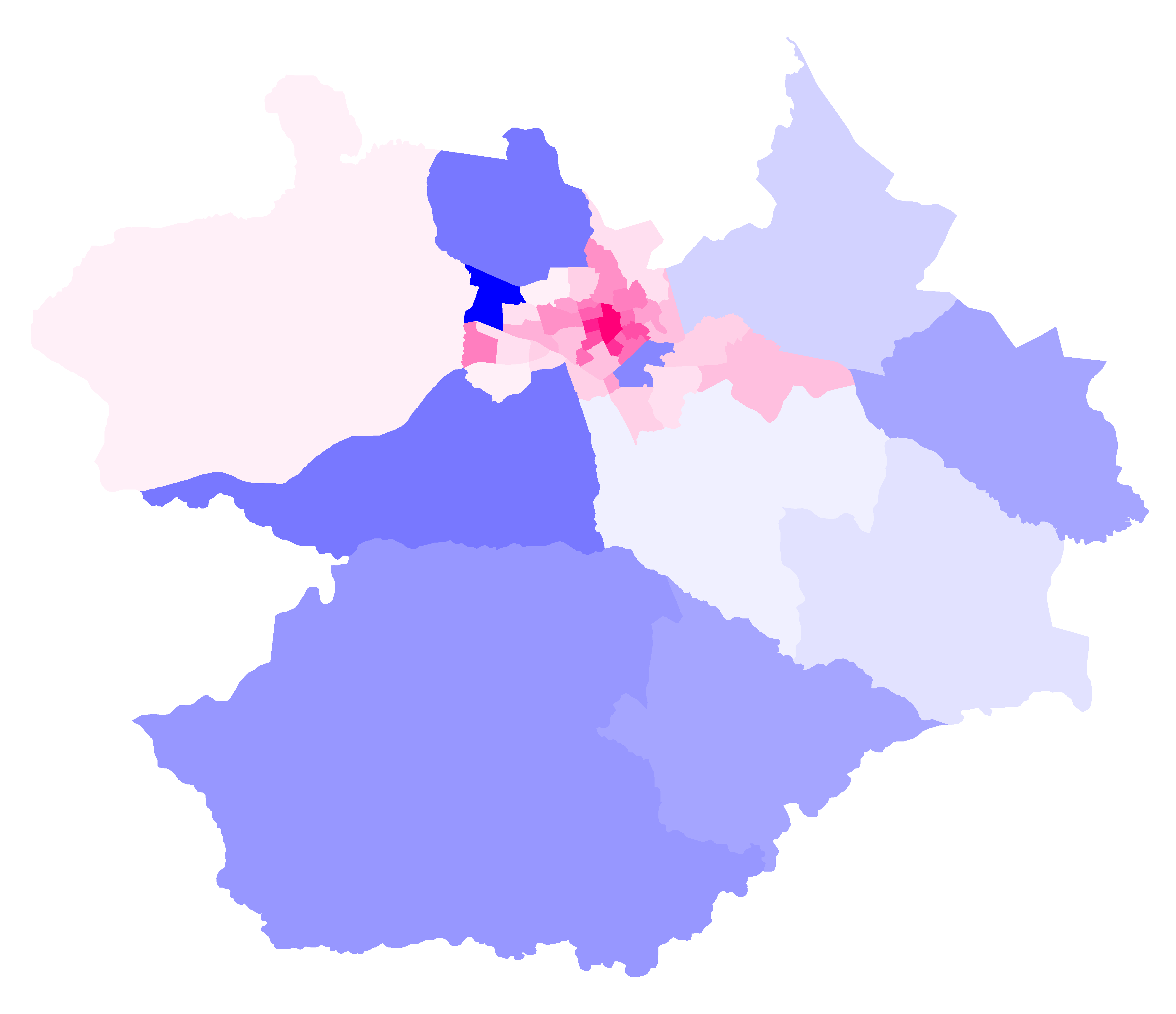
Mapa do município de Santa Maria com as divisões em bairros. Em escalas de azul os bairros com predominância masculina e em escalas de rosa os bairros com predominância feminina. Observa-se que quanto melhor a infraestrutura e o acesso a ela mais convidativo o bairro é para a população feminina. E, reciprocamente, podemos reconhecer os bairros com melhor infraestrutura observando onde a população feminina está concentrada.

Segundo o censo demográfico de 2010, Divina Providência é, dentre os 50 bairros oficiais de Santa Maria:
- Um dos 41 bairros do distrito da Sede.
- O 42º bairro mais populoso.
- O 40º bairro em extensão territorial.
- O 27º bairro mais povoado (população/área).
- O 47º bairro em percentual de população na terceira idade (com 60 anos ou mais).
- O 45º bairro em percentual de população na idade adulta (entre 18 e 59 anos).
- O 3º bairro em percentual de população na menoridade (com menos de 18 anos).
- Um dos 39 bairros com predominância de população feminina.
- Um dos 30 bairros que não contabilizaram moradores com 100 anos ou mais.

Distribuição populacional do bairro
1. Total: 1347 (100%)
  1. Urbana: 1347 (100%)
  2. Rural: 0 (0%)
2. Homens: 639 (47,44%)
  1. Urbana: 639 (100%)
  2. Rural: 0 (0%)
3. Mulheres: 708 (52,56%)
  1. Urbana: 708 (100%)
  2. Rural: 0 (0%)